# Messy Little Raindrops
Messy Little Raindrops è il secondo album della cantante pop britannica Cheryl, pubblicato il 1º novembre 2010 nel Regno Unito dall'etichetta discografica Fascination. Nel resto d'Europa è stato pubblicato poche settimane più tardi. È stato il secondo album consecutivo dell'artista a raggiungere la vetta della classifica britannica, vendendo 105 000 copie nella sua prima settimana di vendite.
L'album è stato registrato a Los Angeles e a Londra. La cantante ha lavorato principalmente con Wayne Wilkins, che ha prodotto il primo singolo da solista della cantante, Fight for This Love. L'album presenta delle sonorità più orientate al genere dance pop rispetto al precedente, che si avvicinava più all'R&B.
È stato preceduto dal singolo Promise This, messo in commercio la settimana precedente, che ha raggiunto al numero uno sia nel Regno Unito che in Irlanda. Come secondo singolo è stato messo in commercio il brano The Flood, a gennaio 2011.

## Contesto
L'album è stato registrato in seguito al divorzio della cantante dal calciatore Ashley Cole e dopo aver contratto ed essere guarita dalla malaria. L'album è stato perlopiù registrato a Los Angeles, mentre la cantante si stava recuperando dalla malattia. È stato per la maggior parte prodotto da Wayne Wilkins, produttore di due tracce del precedente album della cantante, la quale ha inoltre scritto alcune tracce insieme a will.i.am, il principale produttore del precedente 3 Words, e con Starsmith, Al Shux e Free School. Messy Little Raindrops include contributi vocali di August Rigo, Dizzee Rascal, Travie McCoy e will.i.am.
La copertina dell'album è stata presentata al pubblico il 14 ottobre 2010. Su di essa, la cantante indossa un abitino rosa chiaro e arancione e degli stivali leopardati. Il nome dell'album e quello della cantante sono scritti in arancione. Nella versione europea del disco, la scritta che identifica crediti e titolo dell'opera è di colore rosa e il nome della cantante è in posizione differente rispetto alla versione britannica.

## Stili
Promise This, il primo singolo estratto dall'album, compare come prima traccia. Prodotta da Wayne Wilkins, è stata descritta come "una canzone upbeat, pop con più elementi dance delle canzoni precedentemente pubblicate." I tabloid hanno ipotizzato che il testo della canzone fosse basato sul divorzio dal calciatore Ashley Cole, e su come il suo amico ballerino Derek Hough l'avesse aiutata mentre soffriva a causa della malaria. La canzone è seguita da Yeah Yeah, che è stata prodott da Starsmith e include un pezzo cantato dal rapper Travie McCoy. È stata definita "una traccia influenzata dall'house" ed è stata comparata alle canzoni presenti nell'album Confessions on a Dancefloor di Madonna. Live Tonight, prodotta da will.i.am, "s'allontana dallo stile dance e allude allo stile degli U2 e dei Queen." La quarta traccia dell'album e secondo singolo estratto, The Flood, è stata descritta dalla rivista X come "un natalizio racconto strappalacrime massiccio, pieno di carica sulle macerie, sull'affogamento e sul disastro naturale dell'amore."
La quinta traccia, Amnesia, un inedito prodotto da Wayne Wilkins e Steve Kipner, è stata ritenuta dal Daily Mail "un'agitata traccia di musica elettronica con un sound orientale." Everyone, anch'essa prodotta da Wayne Wilkins, include un contributo vocale dal rapper Dizzee Rascal e offre "uno serio e profondo miglioramento del morale." Raindrops è una ballata prodotta da Free School nella quale si possono udire "chitarre e tintinnii nei quali Cheryl cerca disperatamente amore." Hummingbird è stata co-scritta e prodotta da Al Shux. Better to Lie è stata prodotta da J. R. Rotem e include contributi vocali da parte di August Rigo. Let's Get Down è una traccia prodotta da will.i.am, nella quale egli canta anche. È ritenuta "una festosa traccia amata soprattutto i venerdì sera." Happy Tears è "una canzone pop basata sulla musica acustica," che, secondo i tabloid, è sempre ispirata al divorzio. È stata prodotta da Wayne Wilkins. L'ultima traccia dell'album, Waiting, è "una canzone da discoteca che contiene elementi dalla canzone A Thousand Miles di Vanessa Carlton." Alla scrittura di questo brano ha partecipato la cantante statunitense Kelis ed è stata prodotta da Free School.

## Critica
Daily Mail ha valutato l'album con tre stelle su cinque; nell'articolo dedicato al disco è stata elogiata la voce della cantante, ma è stato aggiunto anche che "Cheryl sta soffrendo una crisi d'identità, è come se si sforzasse di cercare un ruolo da solista per se stessa." Anche Daily Mirror gli ha dato tre stelle, notando un miglioramento rispetto al precedente 3 Words e anche una certa determinazione da parte della cantante. La critica di Tom Hocknell di BBC Music è stata positiva, avendo ritenuto Messy Little Raindrops "un buon album pop sempre piacevole." Ha ricevuto solo due stelle da Andy Gill di The Independent. Ha scritto che "Cheryl scava di più tra le sue esperienze in Messy Little Raindrops; tristemente, buona parte dell'album include i noiosi argomenti amorosi che caratterizzavano il precedente, con pochissime canzoni che ci parlano della sua più traumatica malattia." Maddy Costa di The Guardian ha scritto che "essendo un membro di uno dei girl group che guardano più avanti del XXI secolo (le Girls Aloud), Messy Little Raindrops suona piuttosto datato."

## Tracce
Edizione britannica
1. Promise This – 3:24 (Priscilla Renea, Wayne Wilkins, Christopher Jackson)
2. Yeah Yeah – 3:16 (Travis McCoy, Finlay Dow-Smith, Wayne Hector) – (feat. Travie McCoy)
3. Live Tonight – 3:30 (will.i.am, Cheryl Cole)
4. The Flood – 3:57 (Priscilla Renea, Wayne Wilkins)
5. Amnesia – 3:43 (Steve Kipner, Wayne Wilkins, Tamyra Savage)
6. Everyone – 3:59 (Andre Merritt, Wayne Wilkins, Antwoine Collins, D. Mills) – (feat. Dizzee Rascal)
7. Raindrops – 3:31 (Jean-Baptiste, Priscilla Renea, Alain Whyte, Michael McHenry, Nick Marsh, Ryan Buendia)
8. Hummingbird – 3:12 (Alexander Shuckburgh, Priscilla Renea)
9. Better to Lie – 3:29 (Jonathan Rotem, August Rigo) – (feat. August Rigo)
10. Let's Get Down – 3:51 (will.i.am, Cheryl Cole) – (feat. will.i.am)
11. Happy Tears – 3:54 (Nasri Atweh, Wayne Wilkins, Antwoine Collins)
12. Waiting – 4:09 (Jean-Baptiste, Michael McHenry, Nick Marsh, Ryan Buendia, Kelis Rogers)

Durata totale: 43:55
Edizione europea
1. Promise This – 3:24 (Priscilla Renea, Wayne Wilkins, Christopher Jackson)
2. Yeah Yeah – 3:16 (Travis McCoy, Finlay Dow-Smith, Wayne Hector) – (feat. Travie McCoy)
3. Live Tonight – 3:30 (will.i.am, Cheryl Cole)
4. The Flood – 3:57 (Priscilla Renea, Wayne Wilkins)
5. Amnesia – 3:43 (Steve Kipner, Wayne Wilkins, Tamyra Savage)
6. Everyone – 3:59 (Andre Merritt, Wayne Wilkins, Antwoine Collins, D. Mills) – (feat. Dizzee Rascal)
7. Raindrops – 3:31 (Jean-Baptiste, Priscilla Renea, Alain Whyte, Michael McHenry, Nick Marsh, Ryan Buendia)
8. Hummingbird – 3:12 (Alexander Shuckburgh, Priscilla Renea)
9. Better to Lie – 3:29 (Jonathan Rotem, August Rigo) – (feat. August Rigo)
10. Let's Get Down – 3:51 (will.i.am, Cheryl Cole) – (feat. will.i.am)
11. Happy Tears – 3:54 (Nasri Atweh, Wayne Wilkins, Antwoine Collins)
12. Waiting – 4:09 (Jean-Baptiste, Michael McHenry, Nick Marsh, Ryan Buendia, Kelis Rogers)
13. Fight for This Love – 3:46 (Andre Merritt)
14. 3 Words – 4:36 (William Adams, George Pajon, Cheryl Cole) – (feat. will.i.am)
15. Parachute – 3:42 (Ingrid Michaelson, Marshal Altman)

Durata totale: 55:59

## Classifiche
| Classifica (2010) | Posizione massima |
| ----------------- | ----------------- |
| Irlanda           | 2                 |
| Regno Unito       | 1                 |